# Susan Moore
Susan Moore es un pueblo ubicado en el condado de Blount en el estado estadounidense de Alabama. En el censo de 2000, su población era de 721.

## Demografía
En el 2000 la renta per cápita promedia del hogar era de $ 35.417$, y el ingreso promedio para una familia era de 44.167$. El ingreso per cápita para la localidad era de 14.540$. Los hombres tenían un ingreso per cápita de 32.431$ contra 19.688$ para las mujeres.

## Geografía
Susan Moore está situado en 34°4′54″N 86°25′10″O / 34.08167, -86.41944 (34.081838, -86.419513).
Según la Oficina del Censo de los EE. UU., la ciudad tiene un área total de 5.26 millas cuadradas (13.62 km²).